# Reitze Smits
Reitze Smits (1956) is een Nederlands organist, klavecinist, componist en muziekpedagoog.

## Levensloop
Na studies orgel, klavecimbel, compositie en musicologie, won Smits verschillende prijzen in orgelwedstrijden. In 1981 won hij de Tweede prijs in het orgelconcours in Toulouse. In 1982 won hij Tweede prijs in het internationaal orgelconcours van Brugge, in het kader van het Festival Oude Muziek.
Smits was vele jaren cantor-organist van de Grote of Sint-Maartenskerk in Zaltbommel. Chris Bragg schreef in The Hortus Catalogue: Reitze Smits, has become famed in the Netherlands for his transcriptions of piano and orchestral music, some of which he has recorded there. Hearing him live performing in Zaltbommel is one of the most unforgettable organ concert experiences imaginable in the Netherlands.
In 2006 werd hij tweede organist (naast cantor-organist Jamie de Goei) van de Grote Kerk in Vianen, waar een geheel nieuw orgel werd gebouwd door de Belgische orgelbouwer Thomas. Op 17 september 2010 werd het orgel plechtig ingespeeld.
Hij speelde talrijke concerten en gaf vele masterclasses in heel wat Europese landen. Hij dirigeert het barokensemble Concerto Strumentale, waarmee hij onder meer de door hem uitgewerkte reconstructies uitvoert van concerto's van Bach. Hij concerteert ook als 'Trio Wind Images'. 
Hij is docent orgel en improvisatie aan de Muziekacademie van Utrecht en het Lemmensinstituut in Leuven. Hij heeft heel wat studenten opgeleid, die succesvolle carrières hebben aangevat. 
In 2001 nam Smits als bestuurslid van de Koninklijke Nederlandse Organisten Vereniging het initiatief tot het organiseren van het Festival Voor de Wind (ook wel Wind Art Festival, later Festival Connecting Arts), een interdisciplinair orgelfestival met als doel nieuw publieksgroepen aan te spreken. Van 2001 tot en met 2017 was hij de artistiek leider van dit festival. Hij heeft meerdere initiatieven genomen om van orgelconcerten evenementen te maken. In 2007 speelde hij Bach tijdens het Wind Art Festival, terwijl Dance Works Rotterdam nieuwe choreografieën uitvoerde. Het werd een succesvolle productie die gans Nederland heeft rondgetoerd. Smits schept nieuwe mogelijkheden voor samenwerking van het orgel met ensembles, koren, dansers, acrobaten en acteurs.
In 2010 werd hem door de Stichting Jan Pieterszoon Sweelinck de Sweelinckprijs toegekend. De prijs is bestemd voor personen die een bijzondere bijdrage hebben geleverd aan de orgelcultuur, bijvoorbeeld als organist of componist. De prijs werd hem op 4 september 2010 uitgereikt in de Oude Kerk, Amsterdam. Hij ontving hem vanwege "de bijzondere aandacht voor jonge talenten die hij met veel gevoel en kunde wegwijs maakt in het rijke repertoire van het orgel.”
De Stichting Jan Pieterszoon Sweelinck prees Smits aldus: „breed georiënteerd en heeft blijk gegeven van een frisse kijk op het repertoire, in concerten en opnamen, onder andere door zijn orgeltranscripties van negentiende-eeuwse pianomuziek. Tevens steekt hij veel energie in het organiseren van activiteiten, waardoor hij de aandacht op de vele mogelijkheden van het orgel weet te vestigen. Een voorbeeld daarvan is het Festival ”Voor de Wind”, dat na een aantal nationale edities de komende jaren een samenwerking aangaat met enkele belangrijke buitenlandse initiatieven.”
Reitze Smits is een van de organisten die opnamen maakt voor het All of Bach project van de Nederlandse Bachvereniging.

## Discografie
In zijn opnamen gaat Smits op zoek naar de gemeenschappelijke kenmerken in de repertoires voor orgel, klavecimbel en piano. Hij heeft zo de werken voor piano van Felix Mendelssohn gearrangeerd voor orgel. 
- F. Mendelssohn: Variations sérieuses, Ouverture Oratorio St-Paulus, Zaltbommel, Maartenskerk, 1990-2004
- J. G. Vierling: Andante quasi Allegretto con variazioni - J. S. Bach: Liebster Jesu BWV 730, 731 - K. P. E. Bach: Württembergische Sonate n°1, Vinkeveen, Hartkerk, 1986-1999
- J. S. Bach: Liebster Jesu BWV 730, 731 - K. P. E. Bach : Württembergische Sonate n°1 - W. A. Mozart: Variaties op een Allegretto in F KV 54, Vinkeveen, Hartkerk, 1986-1999
- Félix Mendelssohn: Preludes et Fuga's voor piano op. 35 (1, 2), Prélude op. 7 (6), Fuga in ré op. 7 (3), Fuga in mi (1827), Variations sérieuses op. 54, Thème et Variations en D (1844), Prelude en ut (1841), Zaltbommel, Maartenskerk, 1996
- Organs of the Netherlands 4 - J. S. Bach: Toccatas & Concerti manualiter BWV 915, 977, 912, 973, 911, 986, 910, Nijkerk, Grotekerk, 1991
- Bätz-orgels in de Vechtstreek - J. S. Bach: BWV 916, 590 [1] - K. P. E. Bach: 4° Sonate, Thème et Variations [2] - E. Köhler: Thema met Variaties - C. F. Ruppe: Finale [3], Vleuten, Hervormdekerk [1], Breukelen, Pieterskerk [2], Weesp, Hervormdekerk [3], 1990
- F. Schubert: Sonate D 537 - W. A. Mozart: Adagio en Rondo KV617, Laat ons juichen Batavieren KV 24 - A. G. Ritter: Sonate 4 - P. van Anrooy: Piet Hein, Zaltbommel, Maartenskerk